# Arcidiocesi di Sant'Angelo dei Lombardi-Conza-Nusco-Bisaccia

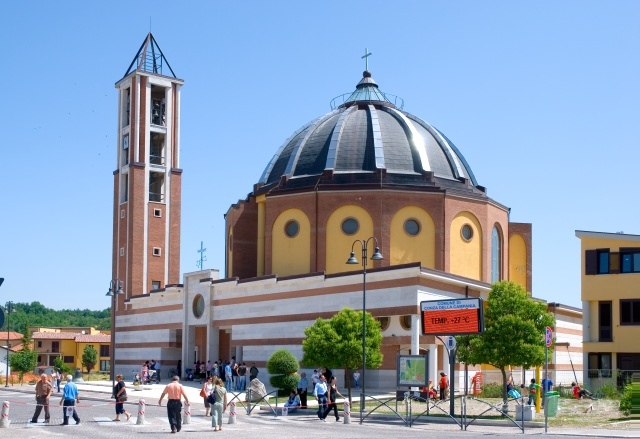
La nuova concattedrale di Conza, costruita dopo che l'antico centro storico cittadino, dove si trovava la precedente cattedrale, venne raso al suolo dal terremoto dell'Irpinia del 1980.

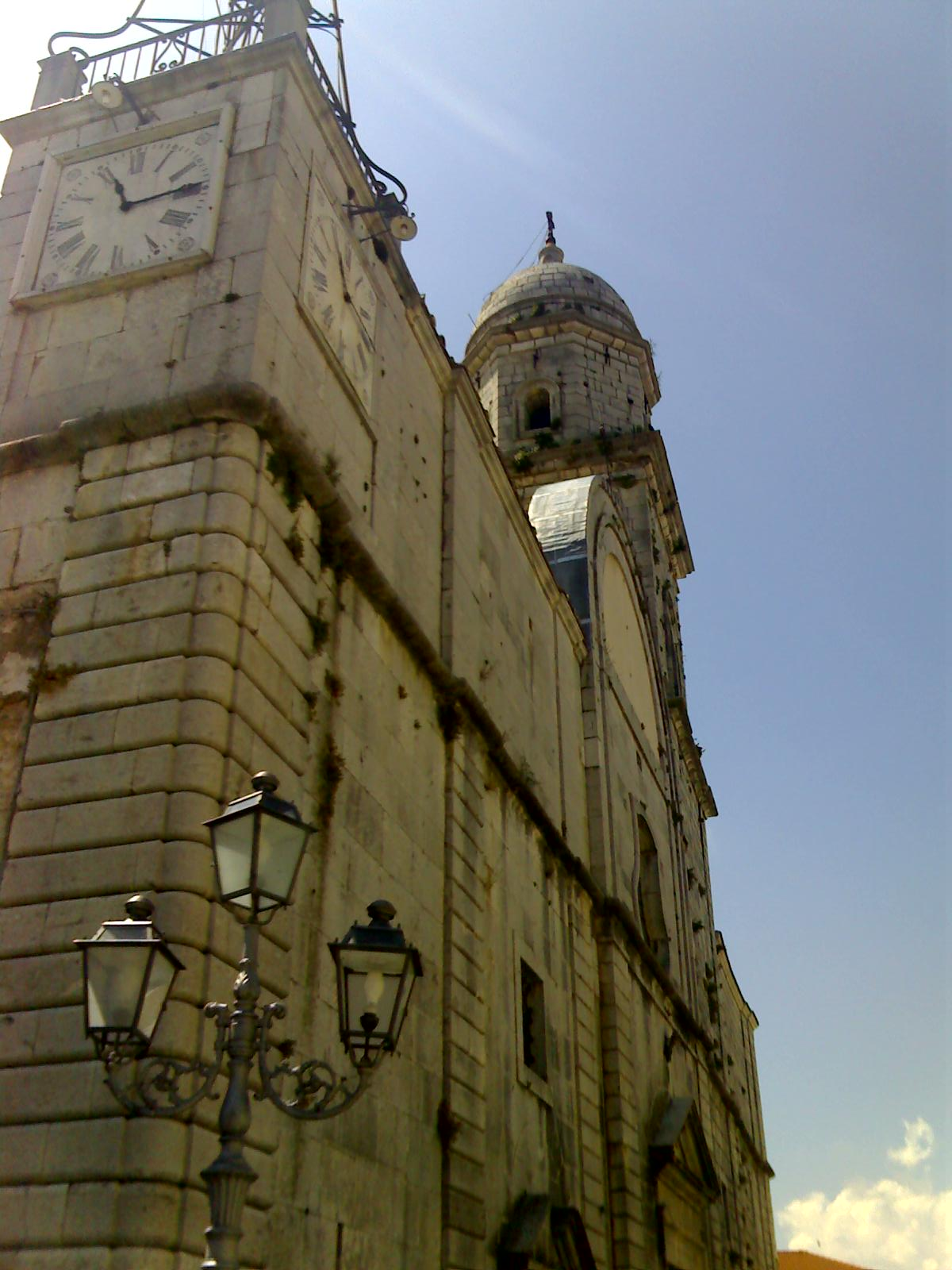
La concattedrale di Nusco.

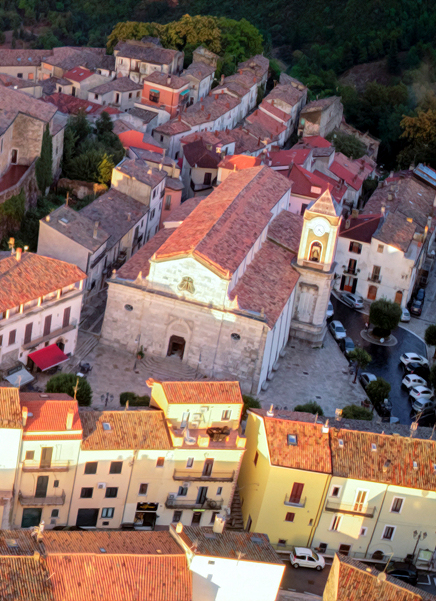
Vista aerea della cattedrale di Bisaccia.

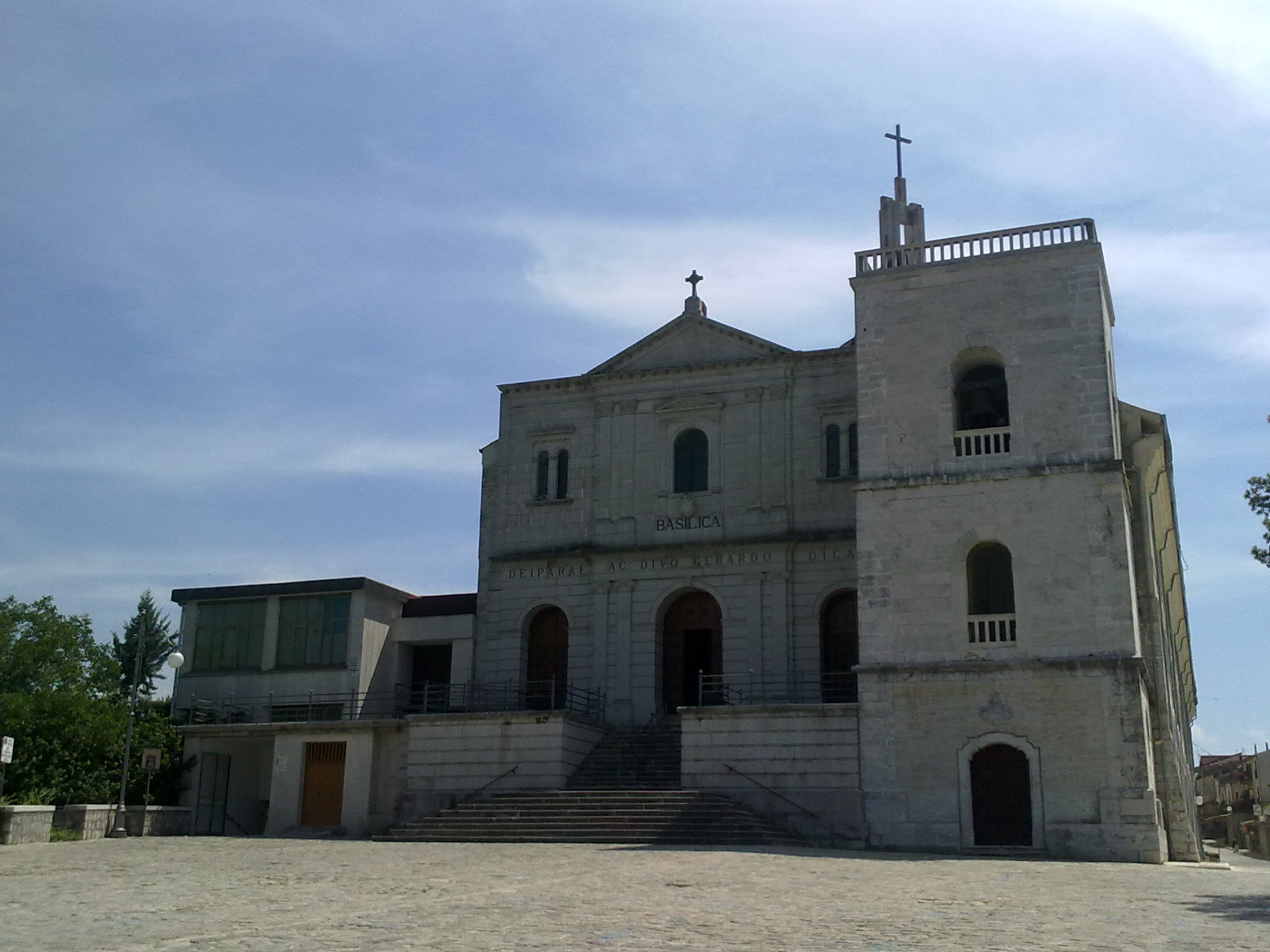
Il santuario di san Gerardo Maiella a Materdomini (Caposele).

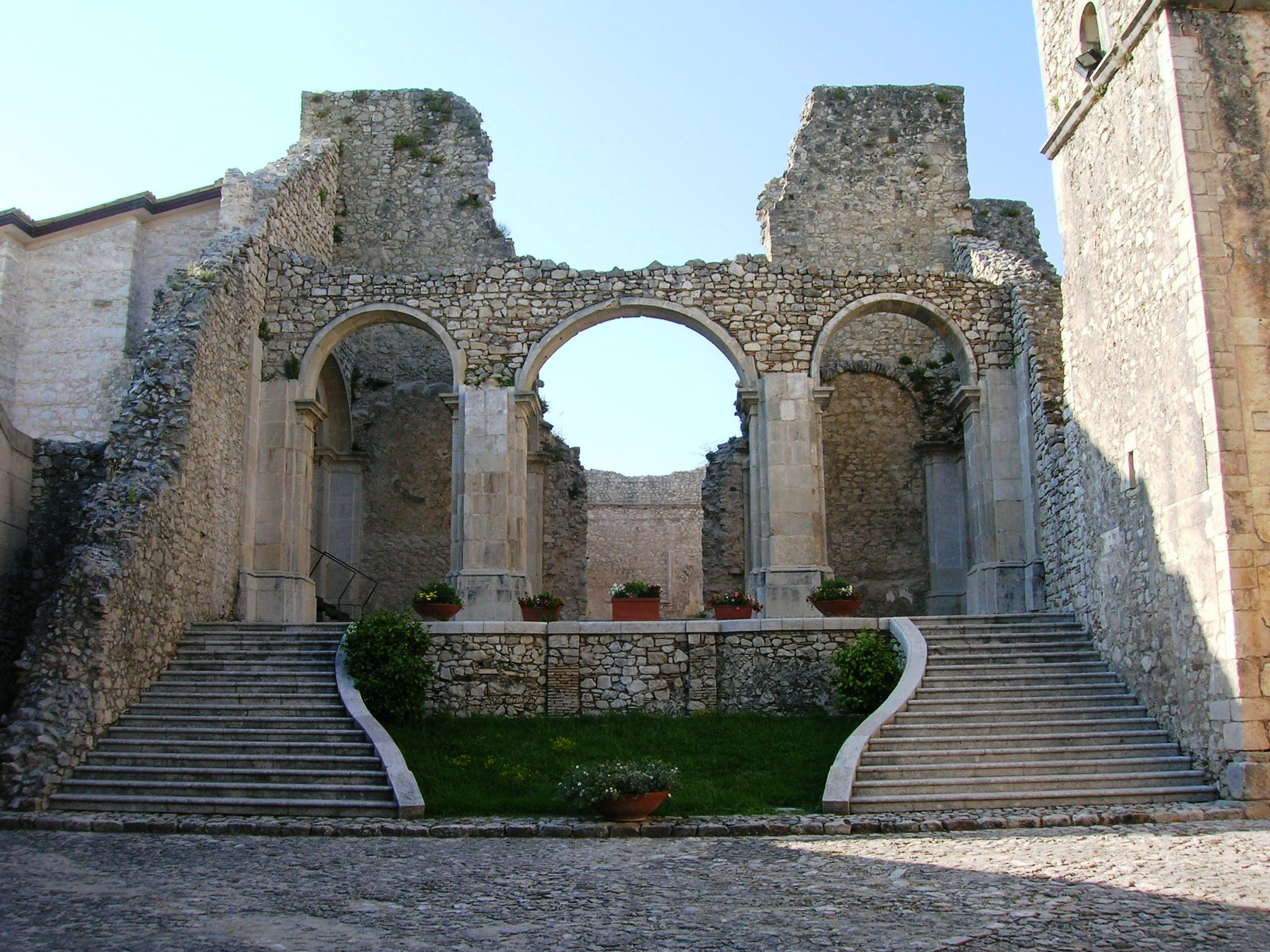
Resti dell'abbazia del Goleto.

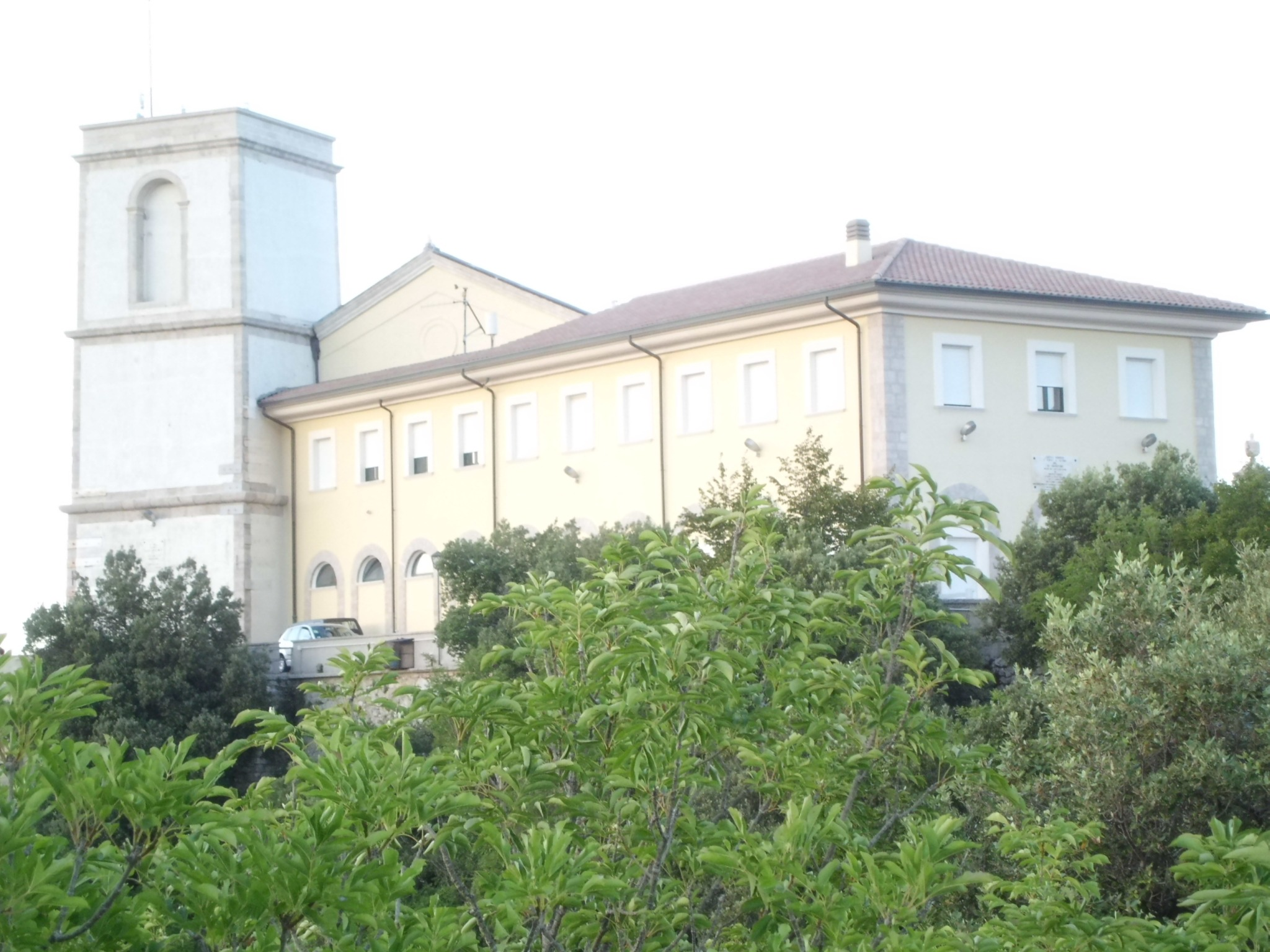
Il santuario del Santissimo Salvatore di Montella.

L'arcidiocesi di Sant'Angelo dei Lombardi-Conza-Nusco-Bisaccia (in latino Archidioecesis Sancti Angeli de Lombardis-Compsana-Nuscana-Bisaciensis) è una sede della Chiesa cattolica in Italia suffraganea dell'arcidiocesi di Benevento appartenente alla regione ecclesiastica Campania. Nel 2022 contava 72.400 battezzati su 72.871 abitanti. È retta dall'arcivescovo Pasquale Cascio.

## Territorio
L'arcidiocesi comprende 30 comuni della provincia di Avellino: Andretta, Aquilonia, Bagnoli Irpino, Bisaccia, Cairano, Calabritto, Calitri, Caposele, Cassano Irpino, Castelfranci, Castelvetere sul Calore, Conza della Campania, Frigento, Gesualdo, Guardia Lombardi, Lioni, Montella, Montemarano, Monteverde, Morra De Sanctis, Nusco, Rocca San Felice, Sant'Andrea di Conza, Sant'Angelo dei Lombardi, Senerchia, Sturno, Teora, Torella dei Lombardi, Villamaina e Volturara Irpina.
Sede arcivescovile è la città di Sant'Angelo dei Lombardi, dove si trova la cattedrale di Sant'Antonino martire. A Conza della Campania, Nusco e Bisaccia sorgono le concattedrali dedicate rispettivamente a Santa Maria Assunta, Sant'Amato e alla Natività della Vergine Maria. Nella località di Materdomini del comune di Caposele si trova la basilica minore e santuario di san Gerardo Maiella.
Fanno parte della diocesi tre centri che furono in passato sedi episcopali, Frigento, Montemarano e Monteverde, dove si trovano le ex cattedrali dedicate rispettivamente a Santa Maria Assunta, all'Assunzione di Maria Vergine e a Santa Maria Maggiore.
Il territorio si estende su 1.291 km² ed è suddiviso in 36 parrocchie.
Sono tredici i santuari riconosciuti come santuari diocesani:
- il santuario della Vergine Stella del Mattino ad Andretta;
- il santuario di Maria Santissima della Neve a Calabritto;
- il santuario di san Gerardo Maiella a Caposele;
- il santuario di Santa Maria delle Grazie a Castelvetere sul Calore;
- il santuario della Beata Vergine del Buon Consiglio a Frigento;
- il santuario di San Rocco a Lioni;
- il santuario di Santa Maria del Piano a Lioni;
- il santuario di San Francesco a Folloni di Montella;
- il santuario del Santissimo Salvatore a Montella;
- il santuario di Santa Lucia Vergine e Martire a Morra De Sanctis;
- il santuario di Santa Felicita a Rocca San Felice;
- l'abbazia del Goleto a Sant'Angelo dei Lombardi;
- il santuario di San Michele Arcangelo a Senerchia.

A Nusco, nell'ex palazzo episcopale, è istituito il museo diocesano d'arte sacra, che raccoglie «le testimonianze storico-artistiche realizzate, nel corso dei secoli, dalle singole comunità credenti, che costituiscono l'odierna arcidiocesi».

## Istituti religiosi

### Istituti religiosi maschili
- Congregazione del Santissimo Redentore
- Frati francescani dell'Immacolata
- Ordine dei frati minori cappuccini
- Ordine dei frati minori
- Ordine dei frati minori conventuali
- Piccoli fratelli di Jesus Caritas

### Istituti religiosi femminili
- Suore maestre di Santa Dorotea
- Ancelle della Carità
- Congregazione di Marta e Maria
- Suore di Gesù Redentore
- Suore delle Divine Vocazioni
- Suore gerardine di Sant'Antonio Abate
- Piccole suore Sacra Famiglia di Conza
- Suore Francescane dell'Immacolata
- Figlie della Sapienza
- Suore Riparatrici del Sacro Cuore
- Suore degli Angeli
- Suore povere bonaerensi di San Giuseppe
- Suore oblate di Gesù e Maria

## Storia
L'odierna arcidiocesi nasce nel 1986 dall'unione di quattro antiche sedi episcopali: Nusco, Bisaccia, Conza e Sant'Angelo dei Lombardi.

### Nusco
La diocesi di Nusco fu eretta durante il pontificato di papa Gregorio VII. Ad Alfano I, arcivescovo di Salerno, si deve la consacrazione del primo vescovo, sant'Amato, durante o dopo il 1076, anno in cui i Normanni di Roberto il Guiscardo conquistarono Conza.
La nuova diocesi era suffraganea dell'arcidiocesi di Salerno e comprendeva l'ex gastaldato longobardo di Montella, costituito da quattro centri abitati: Montella, Bagnoli, Cassano e Nusco.
A sant'Amato si deve pure la fondazione dell'abbazia benedettina di Santa Maria de Fundiliano (Fontigliano), che rimase soggetta al vescovado nuscano fino al 1164, quanto ottenne l'immediata soggezione alla Santa Sede; caduta in rovina, fu unita alla mensa vescovile di Nusco da papa Pio II nel 1461.
Sul finire del XV secolo, in occasione del quarto centenario della morte di sant'Amato, fu istituito a Nusco ad opera del vescovo Antonio Maramaldo il monte frumentario, uno dei primi del sud Italia.
I vescovi ebbero difficoltà ad attuare in diocesi i decreti di riforma del concilio di Trento. A Benedetto Giacinto Sangermano si deve una visita pastorale alla diocesi e la celebrazione di un sinodo diocesano nel 1680; come già diversi suoi predecessori, anche Sangermano dovette abbandonare la diocesi per l'opposizione ai suoi tentativi di riforma e sostituito da un vicario apostolico. Solo nel Settecento fu istituito il seminario vescovile ad opera di Francesco Antonio Bonaventura (1758).
Il 27 giugno 1818, in forza della bolla De utiliori di papa Pio VII, la diocesi di Montemarano venne soppressa ed il suo territorio, costituito dai comuni di Montemarano, Volturara, Castelfranci e Castelvetere, fu incorporato in quello della diocesi di Nusco.
Al momento dell'unione con le diocesi di Bisaccia, Conza e Sant'Angelo dei Lombardi, la diocesi di Nusco comprendeva 16 parrocchie nei comuni di Bagnoli Irpino, Cassano Irpino, Castelfranci, Castelvetere sul Calore, Montella (6), Montemarano, Nusco (3) e Volturara Irpina(2).

### Bisaccia
La diocesi di Bisaccia fu eretta probabilmente nell'XI secolo. Infatti, il primo vescovo conosciuto fu Basilio, menzionato in un diploma del 1097, dove appare come testimone di alcune donazioni concesse da Goffredo di Andria. Per il XII secolo sono noti solo tre vescovi: Atinolfo, documentato in una carta del 1138; Riccardo, la cui firma appare in un diploma del 1174 e che prese parte al concilio lateranense del 1179; e Guglielmo, che partecipò alla consacrazione della chiesa di San Marco a Bovino nel 1197.
La diocesi era una delle suffraganee dell'arcidiocesi di Conza. Questa dipendenza fu sancita da papa Innocenzo III con la bolla In eminenti dell'11 novembre 1200, che confermava precedenti privilegi concessi dai pontefici Alessandro III (1159-1181) e Lucio III (1181-1185).
La diocesi comprendeva tre centri abitati: Bisaccia, Vallata e Morra. Per la povertà delle rendite della mensa vescovile, papa Leone X nel 1513 stabilì l'unione aeque principaliter di Bisaccia con Sant'Angelo dei Lombardi, ma questa unione venne sospesa nel 1517. Papa Paolo III stabilì nuovamente l'unione con la bolla Aequum reputamus del 3 novembre 1534, decidendo che il vescovo che sarebbe sopravvissuto avrebbe riunito le due sedi. L'unione si realizzò nel 1540 alla morte del vescovo Nicola Volpe di Bisaccia, e Rainaldo Cancellieri divenne il primo vescovo delle due diocesi unite.
All'inizio dell'Ottocento, il capitolo della cattedrale della Natività della Vergine Maria era costituito da tre dignità (cantore, primicerio e tesoriere) e da sette canonici. Nella città episcopale si trovava un monastero dei francescani conventuali, soppresso durante il regime napoleonico.
Erano originari di Bisaccia, Nicola, che fu vescovo di Montemarano dal 1350 al 1364, e Arcangelo Gabriele Cela, vescovo di Anglona-Tursi (1819-1822). Due furono anche i vescovi nativi di Vallata, Antonio de Cozza, vescovo di Lacedonia (1428), e Giovanni Battista Capuani, vescovo di Belcastro (1729-1752). Infine Morra diede i natali a Nicola Cicirelli, vescovo di Gravina (1758-1790), e a Domenico Lombardi, vescovo ausiliare di Napoli e titolare di Lares.

### Sant'Angelo dei Lombardi
La diocesi di Sant'Angelo dei Lombardi risale all'XI secolo nel periodo che vide il territorio passare dal principato longobardo di Salerno ai nuovi dominatori normanni, e, come in altri casi analoghi, «rientra appieno nello schema dell'incastellamento normanno e della successiva promozione del nuovo centro a sede vescovile».
La prima menzione di un suo vescovo si trova in un documento di papa Gregorio VII, non datato ma attribuibile al periodo 1080/1085, dove si accenna ad un vescovo R. che, assieme ad altri vescovi, deve il doveroso ossequio all'arcivescovo Alfano I di Salerno. Tuttavia la sede di Sant'Angelo dei Lombardi appare ben presto suffraganea dell'arcidiocesi di Conza. Per il XII secolo è noto un solo vescovo di Sant'Angelo, Giovanni, documentato dal 1174 al 1183, e che prese parte al concilio lateranense del 1179.
Scavi archeologici condotti sul finire del XX secolo nel castello di Sant'Angelo hanno portato alla luce i resti di un'ampia struttura basilicale, databile in epoca normanna tra XI e XII secolo ed identificabile con la primitiva cattedrale diocesana, dedicata a sant'Antonino martire. In seguito la cattedrale fu trasferita, probabilmente nel XIV secolo, nell'attuale posizione; fu più volte ricostruita o rimaneggiata per i frequenti terremoti che nel corso dei tempi hanno devastato l'Irpinia.
Nel territorio diocesano fu fondata da san Guglielmo da Vercelli nella prima metà del XII secolo l'abbazia del Santissimo Salvatore del Goleto, che vide il suo massimo splendore nel XII e nel XIII secolo; caduta in disgrazia, nel 1515 papa Leone X la unì alla Real Casa della Santissima Annunziata di Napoli.
A partire dal 1540 la diocesi fu unita aeque principaliter alla diocesi di Bisaccia.
Nel 1590 fu aperto il seminario diocesano, che fu tuttavia chiuso nel 1628. Un secolo dopo, nel 1738, il vescovo Antonio Manerba lo riaprì in alcuni locali del palazzo episcopale, finché nel 1746 lo stesso Manerba edificò un apposito edificio a fianco dell'episcopio.
Tra i vescovi di Sant'Angelo dei Lombardi e Bisaccia si distinse in modo particolare Gaspare Paluzzi degli Albertoni (1601 - 1614), nipote di papa Urbano VII, governatore delle province dell'Umbria e di Roma e nunzio apostolico in Portogallo, dove morì.
All'inizio dell'Ottocento la diocesi comprendeva i centri abitati di Sant'Angelo dei Lombardi, Lioni, Guardia e Torella. Il 27 giugno 1818, in forza della bolla De utiliori di papa Pio VII, la diocesi di Monteverde venne soppressa ed il suo territorio, costituito dai comuni di Monteverde e di Carbonara, fu incorporato in quello della diocesi di Sant'Angelo dei Lombardi, a cui fu unita anche l'abbazia del Goleto.

### Conza

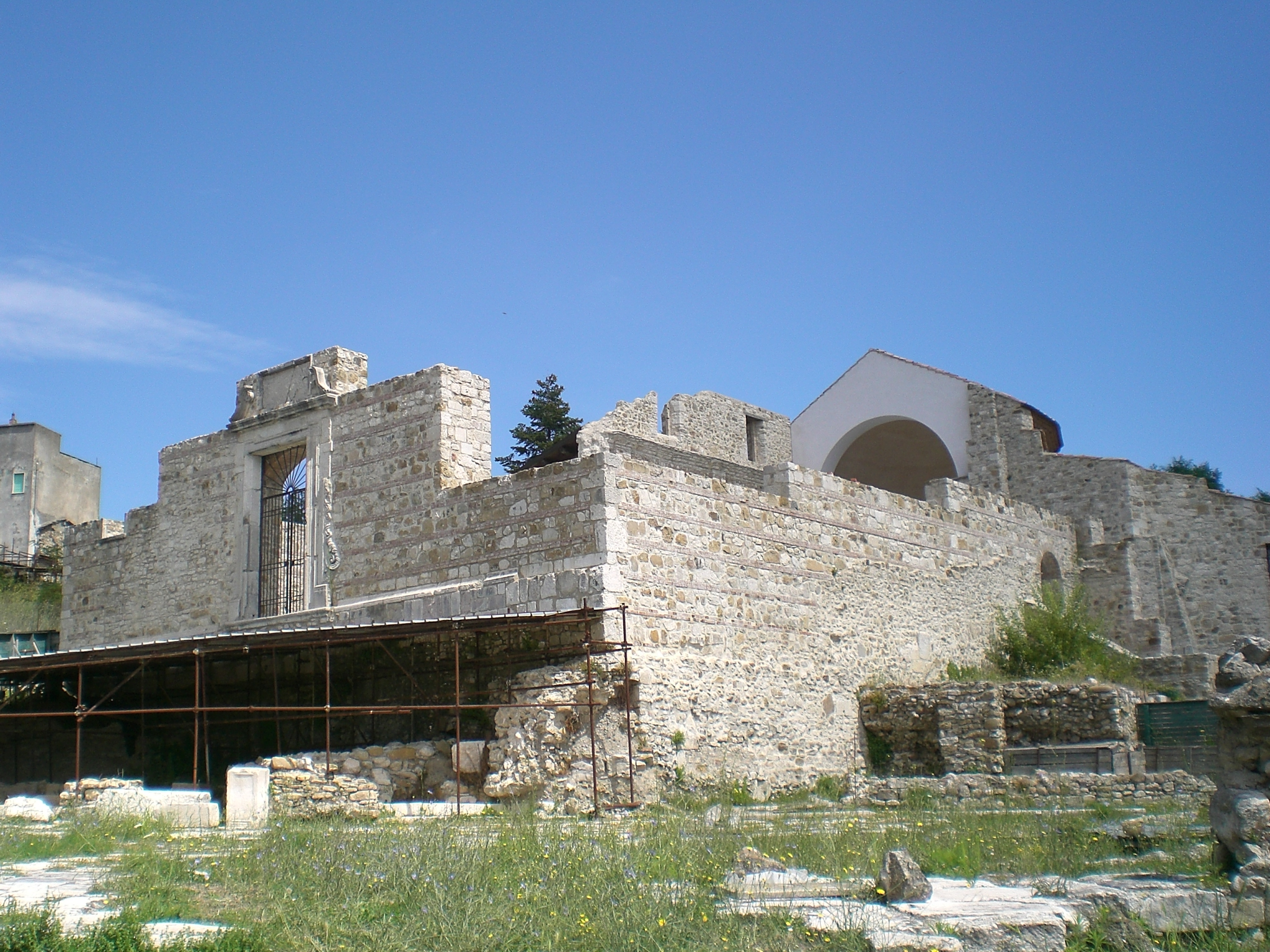
Resti dell'antica cattedrale di Conza, distrutta dal terremoto dell'Irpinia del 1980.

Ignote sono le origini della diocesi di Conza, che alcuni autori fanno risalire all'epoca costantiniana. La diocesi è documentata per la prima volta nell'VIII secolo, quando il vescovo Ladu (Lando) prese parte al sinodo indetto a Roma da papa Zaccaria nel 743.
Altrettanto sconosciuta è l'epoca in cui Conza venne elevata al rango di sede metropolitana. Nella bolla di papa Giovanni XV del 12 luglio 989, Conza appare tra le suffraganee dell'arcidiocesi di Salerno; la stessa indicazione è ripetuta nelle bolle dei successivi pontefici Sergio IV (1012), Benedetto VIII (1016) e Clemente II (1047). Nel decreto sinodale emesso il 2 maggio 1050 in occasione della canonizzazione di san Gerardo di Toul, per la prima volta Pietro di Conza si firma come arcivescovo. Tuttavia è probabile che ci furono delle contestazioni da parte dei metropoliti di Salerno; infatti in bolle successive del 1051, 1058 e 1059 Conza appare ancora tra le suffraganee di Salerno e Pietro come semplice vescovo. I papi Alessandro II e Gregorio VII (circa 1080/85) confermarono la soggezione di Conza a Salerno. «Nel 1098 Urbano II, pur riaffermando l'ormai solo teorica supremazia degli arcivescovi di Salerno sui vescovi di Conza e di Acerenza, riconobbe il fatto compiuto dell'elevazione alla dignità arcivescovile di questi ultimi».
Alla fine del XII secolo sono documentate le diocesi suffraganee di Conza: Muro Lucano, Satriano, Monteverde, Lacedonia, Sant'Angelo dei Lombardi e Bisaccia.
Tra i primi vescovi di Conza, dopo Ladu, si ricordano: Pietro I, che appare tuttavia in un diploma del 967 ritenuto spurio; un anonimo vescovo, che morì durante il terremoto che distrusse Conza nel 990; Pietro II, documentato in diverse occasioni tra il 1050 e il 1059 e che per primo ebbe il titolo di arcivescovo; Leone, menzionato nel racconto della traslazione delle reliquie di san Nicola di Bari, scritto da Giovanni diacono; Gregorio, che nel 1103 donò ai suoi canonici la chiesa di San Martino de Silere; Roberto, documentato dal 1121/1124|24 al 1129; sant'Erberto, patrono di Conza.
La cattedrale di Conza fu consacrata nel 1122 o 1123 dall'arcivescovo Roberto e dedicata all'Assunta.
La città episcopale fu oggetto di periodiche distruzioni ad opera di violenti terremoti (si ricordano quelli del 1456, 1466, 1561, 1694, 1702, 1732), che ne causarono lo spopolamento e il progressivo abbandono. A partire dal XIV o dal XV secolo gli arcivescovi lasciarono Conza e posero la loro residenza in vari centri dell'arcidiocesi, tra cui Calitri e Santomenna, fino a stabilirsi definitivamente a Sant'Andrea di Conza, dove fu eretto un nuovo episcopio, attualmente sede comunale, e la locale chiesa di San Michele eretta a procattedrale. Durante l'episcopato di Francesco Paolo Nicolai (1716-1731) fu istituito a Sant'Andrea di Conza il seminario arcivescovile. Anche a Santomenna esistevano un episcopio, un seminario e la procattedrale di San Gaetano, edifici andati tutti distrutti con il terremoto del 1980.
Il 27 giugno 1818, in forza della bolla De utiliori di papa Pio VII, agli arcivescovi di Conza fu data in amministrazione perpetua la diocesi di Campagna, a cui fu unito il territorio della soppressa diocesi di Satriano. Con la medesima bolla, fu ridisegnata la provincia ecclesiastica di Conza che comprendeva ora le diocesi di Campagna, Lacedonia e Muro Lucano e le sedi unite di Sant'Angelo dei Lombardi e Bisaccia.
All'inizio dell'Ottocento l'arcidiocesi era costituita di 24 centri: Conza, Sant'Andrea di Conza, Pescopagano, Calitri, Cairano, Andretta, Teora, Caposele, Calabritto, Quaglietta, Senerchia, Auletta, Buccino, Castelnuovo di Conza, Colliano, Contursi Terme, Laviano, Oliveto Citra, Palomonte, Salvitelle, San Gregorio Magno, Santomenna, Valva e Vietri di Potenza.

### Le sedi unite
Il 30 settembre 1921 con la bolla Ad christifidelium di papa Benedetto XV ebbe termine il regime di amministrazione perpetua e fu ristabilita la diocesi di Campagna, resa immediatamente soggetta alla Santa Sede. Contestualmente l'arcidiocesi di Conza fu unita aeque principaliter alle diocesi di Sant'Angelo dei Lombardi e Bisaccia, ed inoltre perse 13 comuni che furono ceduti alla diocesi di Campagna. Giulio Tommasi, già vescovo di Sant'Angelo dei Lombardi e Bisaccia, fu nominato anche arcivescovo di Conza, ma continuò a mantenere la sua residenza a Sant'Angelo dei Lombardi, così come i suoi successori.
Il 4 agosto 1973 Gastone Mojaisky Perrelli, già vescovo di Nusco, fu nominato anche arcivescovo di Conza e vescovo di Sant'Angelo dei Lombardi e Bisaccia, unendo così in persona episcopi le quattro sedi diocesane.
L'8 settembre 1976 l'arcidiocesi di Conza cedette il comune di Pescopagano alla diocesi di Melfi. Il 30 aprile 1979 perse anche la dignità metropolitica in forza della bolla Quamquam Ecclesia di papa Giovanni Paolo II, mantenendo il titolo arcivescovile. La diocesi di Nusco e l'arcidiocesi di Conza, con le antiche suffraganee di Sant'Angelo dei Lombardi, Bisaccia e Lacedonia, entrarono a far parte della provincia ecclesiastica dell'arcidiocesi di Benevento.
Il terremoto del 1980 danneggiò gravemente il patrimonio culturale delle diocesi dell'Irpinia. In particolare andò distrutta la cittadina di Conza e la sua antica cattedrale, ridotta attualmente a poche vestigia.
Il 30 settembre 1986 con il decreto Instantibus votis della Congregazione per i Vescovi l'arcidiocesi di Conza e le diocesi di Sant'Angelo dei Lombardi, Bisaccia e Nusco sono state unite con la formula plena unione e la nuova circoscrizione ecclesiastica sorta dall'unione ha assunto il nome di Arcidiocesi di Sant'Angelo dei Lombardi-Conza-Nusco-Bisaccia.
Il 18 ottobre 1995 l'arcidiocesi si è ampliata, incorporando il comune di Rocca San Felice, che apparteneva alla diocesi di Avellino.
Il 25 gennaio 1998 con una nuova variazione territoriale per effetto del decreto Quo uberius della Congregazione per i vescovi, la diocesi ha incorporato i comuni di Frigento (antica sede vescovile), Sturno, Gesualdo e Villamaina, che appartenevano alla diocesi di Avellino, e ha ceduto alla diocesi di Ariano Irpino-Lacedonia il comune di Vallata.

## Cronotassi dei vescovi
Si omettono i periodi di sede vacante non superiori ai 2 anni o non storicamente accertati.

### Sede di Nusco
- Sant'Amato † (dopo il 1076 - 30 settembre 1093 deceduto)
- Sergio † (XII secolo)[25]
- Guido † (menzionato nel 1104)[26]
- Ruggero I † (prima del 1143 - dopo il 1147)[27]
- Guglielmo I † (prima del 1164 - dopo il 1171)[28]
- Anonimo † (menzionato nel 1215)[29]
- Ruggero II † (menzionato nel 1223)[29]
- Luca † (menzionato nel 1258)[29]
- Anonimo † (menzionato nel 1263)[29]
- Anonimo † (menzionato nel 1266)[29]
- Anonimo † (menzionato come vescovo eletto nel 1272/1273)[29]
- Giacomo, O.F.M. † (circa 1285[30] - ?)
- P. † (menzionato nel 1296)
- Ruggero di Gesualdo † (? - 1346 deceduto)[29]
- Francesco † (31 ottobre 1350 - 14 febbraio 1365 nominato vescovo di Sorres)
- Arnaldo, O.P. † (14 febbraio 1365 - ? deceduto)[31]
- Angelo Vitali, O.E.S.A. † (29 gennaio 1375 - ? deceduto)
  - Antonio I, O.F.M. † (10 giugno 1386 - ?) (obbedienza avignonese)
  - Pietro, O.F.M. † (? - 27 agosto 1392 nominato antivescovo di Ventimiglia) (obbedienza avignonese)
- Marco Porri † (26 gennaio 1394 - ?)
- Angelo Barrili † (9 settembre 1396 - ?)
- Bernardo † (18 febbraio 1400 - ?)
- Guglielmo II † (? - circa 1418 deceduto)
- Antonio II † (24 novembre 1418 - 1435 deceduto)
- Carluccio (o Paoluccio) † (30 maggio 1435 - 1446 deceduto)
- Giovannuccio Pasquali, O.F.M. † (1446 - 1471 deceduto)
- Stefano Moscatelli † (11 ottobre 1471 - 1485 deceduto)
- Antonio Maramaldo † (21 novembre 1485 - dopo il 1513 deceduto)
- Marino Acciabianca † (dopo il 1513 succeduto - 1523 dimesso)
- Gerolamo Acciabianca † (17 giugno 1523 - 1537 deceduto)
- Pier Paolo Parisio † (11 gennaio 1538 - 9 o 11 maggio 1545 deceduto)
- Luigi Cavalcanti † (1º giugno 1545 - 30 gennaio 1563 nominato vescovo di Bisignano)
- Alessandro Gadaletta † (30 gennaio 1563 - 1572 deceduto)
- Pietro Persio † (23 gennaio 1573 - 1578 deceduto)
- Patrizio Lunato Laosio † (15 ottobre 1578 - 1602 deceduto)
- Lazzaro Pellizzari, O.P. † (20 novembre 1602 - 1º ottobre 1607 nominato vescovo di Modena)
- Giovanni Battista Zuccato † (19 novembre 1607 - 1614 dimesso)
- Michele Rezia † (9 luglio 1614 - 8 agosto 1639 nominato vescovo di Ascoli Satriano)
- Francesco Arcudi, C.R. † (19 dicembre 1639 - 7 ottobre 1641 deceduto)
- Giovanni Mauro, O.F.M.Conv. † (13 gennaio 1642 - 1º novembre 1644 deceduto)
- Aniello Campagna † (6 marzo 1645 - gennaio 1648 deceduto)
- Pietro Paolo Russo † (1º marzo 1649 - maggio 1657 deceduto)
- Benedetto Rocci, O.Carm. † (6 maggio 1658 - 1661 deceduto)
- Angelo Picchetti † (16 gennaio 1662 - 28 settembre 1668 deceduto)
- Fulgenzio Arminio Monforti, O.E.S.A. † (1º aprile 1669 - 1680 dimesso)
- Benedetto Giacinto Sangermano † (7 ottobre 1680 - 7 giugno 1702 deceduto)
- Giacinto Dragonetti, C.O. † (5 marzo 1703 - 11 settembre 1724 nominato vescovo dei Marsi)
- Nicolò Tupputi † (11 settembre 1724 - gennaio 1740 deceduto)
- Gaetano de Arco † (6 marzo 1741 - 25 maggio 1753 deceduto)
- Francesco Antonio Bonaventura † (26 novembre 1753 - 15 giugno 1788 deceduto)
  - Sede vacante (1788-1792)
- Francesco Saverio De Vivo † (27 febbraio 1792 - 1797 deceduto)
  - Sede vacante (1797-1818)
- Matteo Aceto † (21 dicembre 1818 - 18 agosto 1819 deceduto)
- Pasquale de Nicolais † (21 febbraio 1820 - 15 maggio 1835 deposto)
- Francesco-Paolo Mastropasqua † (2 ottobre 1837 - 26 giugno 1848 deceduto)
- Giuseppe Autelitano † (28 settembre 1849 - 11 gennaio 1854 deceduto)
- Michele Adinolfi † (30 novembre 1854 - 23 marzo 1860 nominato vescovo di Nocera dei Pagani)
- Gaetano Stiscia † (23 marzo 1860 - 24 aprile 1870 deceduto)
- Giovanni Acquaviva, C.O. † (22 dicembre 1871 - 26 gennaio 1893 deceduto)
- Giuseppe Consenti, C.SS.R. † (26 gennaio 1893 succeduto - 12 giugno 1893 nominato vescovo di Lucera)
- Emilio Alfonso Todisco Grande † (12 giugno 1893 - 24 agosto 1896 deceduto)
- Michele Arcangelo Pirone † (30 novembre 1896 - 6 febbraio 1909 deceduto)
- Angelo Giacinto Scapardini, O.P. † (29 aprile 1909 - 10 settembre 1910 dimesso[32])
- Luigi Paulini † (11 settembre 1911 - 10 marzo 1919 nominato vescovo di Concordia)
- Pasquale Mores † (15 dicembre 1919 - 31 gennaio 1950 dimesso[33])
- Guido Maria Casullo † (29 maggio 1951 - 11 febbraio 1963 nominato vescovo ausiliare di Pinheiro[34])
- Gastone Mojaisky Perrelli † (10 maggio 1963 - 18 novembre 1978 dimesso)
- Mario Miglietta † (18 novembre 1978 - 21 febbraio 1981 nominato arcivescovo, titolo personale, di Ugento-Santa Maria di Leuca)
- Antonio Nuzzi † (21 febbraio 1981 - 30 settembre 1986 nominato arcivescovo di Sant'Angelo dei Lombardi-Conza-Nusco-Bisaccia)

### Sede di Bisaccia
- Basilio † (menzionato nel 1097)[35]
- Atinolfo † (menzionato nel 1138)[8]
- Riccardo † (prima del 1174 - dopo il 1179)[8][36]
- Guglielmo † (menzionato nel 1197)[8][36]
- Roberto † (prima del 1212 - dopo il 1221)[36]
- Lodato † (30 settembre 1254[37] - ?)
  - Anonimo † (1265 - circa 1272/1273 morto o deposto) (vescovo eletto)[36][38]
- Giacomo di Atina, O.S.B. † (prima di dicembre 1275 - dopo agosto 1278)[36]
- Benedetto † (circa 1282[39] - 20 aprile 1288 nominato vescovo di Avellino)
  - Manfredo † (2 giugno 1291 - ?) (amministratore apostolico)
- Francesco † (prima del 1310 - 19 maggio 1311 nominato vescovo di Ascoli Satriano)
- Giacomo † (19 maggio 1311 - 1328 deceduto)
  - Giovanni I, O.F.M. † (20 marzo 1329 - 1329 deceduto) (vescovo eletto)
- Francesco Bestagno, O.P. † (11 settembre 1329 - 1351 deceduto)
- Nicola I, O.P. † (27 giugno 1351 - ?)
- Benedetto Colonna † (1353 - ?)
- Giovanni II † (? - 13 settembre 1364 nominato vescovo di Terralba)
- Costantino da Termoli, O.E.S.A. † (26 marzo 1365 - 3 novembre 1368 nominato vescovo di Montecorvino)[40].
- Stefano † (1368 - 1369 dimesso)
- Francesco de Capite, O.F.M. † (21 febbraio 1369 - ? deceduto)
  - Siffredo Reynardi, O.E.S.A. † (17 agosto 1385 - deceduto 1386) (obbedienza avignonese)[41].
- Nicola II † (9 giugno 1386 - ?)
- Leone † (21 agosto 1389 - ?)
- Giovanni Angeli † (13 giugno 1410 - ? deceduto)
- Guglielmo Nicolai † (3 novembre 1428 - ? deceduto)
- Petruccio de Migliolo † (12 giugno 1450 - 30 gennaio 1463 nominato vescovo di Lacedonia)
- Martino de Maggio † (8 aprile 1463 - 24 agosto 1487 nominato vescovo di Bisceglie)
- Bernardino Barbiani † (24 agosto 1487 - ?)
- Gaspare de Corbara † (12 novembre 1498 - 23 dicembre 1517 dimesso)
- Nicola Volpe † (23 dicembre 1517 - 1540 deceduto)
  - Sede unita aeque principaliter con Sant'Angelo dei Lombardi (1540-1921)

### Sede di Sant'Angelo dei Lombardi
- R. † (menzionato nel 1080/1085)[35]
- Giovanni I † (prima del 1174 - dopo il 1183)[42][43]
- Riccardo † (menzionato nel 1217)[42]
- Giovanni II † (prima del 1246 - dopo il 1259)[44]
- Ruggero † (prima del 1263 - dopo febbraio 1266)[42]
  - Sede vacante (1266/68 - 1272/73)[42]
- Bonfiglio † (menzionato nel 1295)[42]
- Lorenzo † (? - 11 dicembre 1346 nominato arcivescovo di Conza)
- Pietro dell'Aquila, O.F.M. † (12 febbraio 1347 - 30 maggio 1348 nominato vescovo di Trivento)
- Roberto Estore, O.E.S.A. † (30 maggio 1348 - ?)[45]
- Giacomo † (menzionato nel 1375)[46]
- Alessandro † (? - 1398 deceduto)
- Pietro † (24 dicembre 1398 - 1413 deceduto)
  - Sede vacante (1413-1418)
- Antonio da Barletta † (7 maggio 1418 - 1427 dimesso)
- Pietro de Agello, O.S.B.Coel. † (13 ottobre 1427 - 1447 dimesso)
- Pessulo da Sorrento † (27 novembre 1447 - ?)
- Giacomo, O.E.S.A. † (3 agosto 1468 - 15 gennaio 1477 deceduto)
- Michele † (21 febbraio 1477 - 1485 deceduto)
- Edoardo Ferro † (12 agosto 1485 - 1491 deceduto)
- Biagio de Locha † (23 gennaio 1492 - ? deceduto)
- Rainaldo Cancellieri † (16 dicembre 1502 - 1540 nominato vescovo di Sant'Angelo dei Lombardi e Bisaccia)

### Sede di Sant'Angelo dei Lombardi e Bisaccia
- Rainaldo Cancellieri † (1540 - 1542 dimesso)
- Valerio Cancellieri † (11 ottobre 1542 - 1574 deceduto)
- Pietrantonio Vicedomini † (17 novembre 1574 - 4 novembre 1580 nominato vescovo di Avellino e Frigento)
- Giovanni Battista Pietralata † (12 dicembre 1580 - 1585 dimesso)
- Antonello de Folgore † (27 novembre 1585 - 1590 deceduto)
- Flaminio Torricella † (30 gennaio 1591 - 1600 deceduto)
- Gaspare Paluzzi degli Albertoni † (4 aprile 1601 - 1614 deceduto)
- Francesco Diotallevi † (21 luglio 1614 - 1622 deceduto)
- Ercole Rangoni † (2 maggio 1622 - 24 aprile 1645 nominato arcivescovo di Conza)
- Gregorio Coppino, O.S.B. † (12 giugno 1645 - ottobre o novembre 1645 deceduto)
- Alessandro Salzillo † (12 maggio 1646 - 1646 deceduto)
- Ignazio Cianti, O.P. † (7 gennaio 1647 - febbraio o marzo 1661 dimesso)
- Tommaso de Rosa † (16 gennaio 1662 - 8 maggio 1679 nominato vescovo di Policastro)
- Giovanni Battista Nepita † (8 gennaio 1680 - 26 marzo 1685 nominato vescovo di Massa Lubrense)
- Giuseppe Mastellone † (14 maggio 1685 - giugno 1721 deceduto)
- Giuseppe Galliani † (1º dicembre 1721 - aprile 1727 deceduto)
- Angelo Maria Nappi, O.S.M. † (25 giugno 1727 - dicembre 1734 deceduto)
- Antonio Manerba (Malerba) † (25 maggio 1735 - settembre 1761 deceduto)
- Domenico Volpe † (25 gennaio 1762 - 12 marzo 1783 deceduto)
  - Sede vacante (1783-1792)
- Carlo Nicodemi † (26 marzo 1792 - 2 marzo 1808 deceduto)
  - Sede vacante (1808-1818)
- Bartolomeo Goglia † (21 dicembre 1818 - 20 aprile 1840 deceduto)
- Ferdinando Girardi, C.M. † (22 luglio 1842 - 21 dicembre 1846 nominato vescovo di Nardò)
- Giuseppe Gennaro Romano † (21 dicembre 1846 - 17 giugno 1854 dimesso[47])
- Giuseppe Maria Fanelli † (23 giugno 1854 - 8 giugno 1891 deceduto)
- Nicola Lo Russo † (8 giugno 1891 succeduto - 9 aprile 1897 deceduto)
- Giulio Tommasi † (19 aprile 1897 - 30 settembre 1921 nominato arcivescovo di Conza e vescovo di Sant'Angelo dei Lombardi e Bisaccia)
  - Sedi unite aeque principaliter con Conza (1921-1986)

### Sede di Conza
- Ladu (Pelagio?) † (menzionato nel 743)[48]
- Pietro I? † (menzionato nel 967)[49]
- Anonimo † (? - 990 deceduto)[50]
- Pietro II † (prima del 1050 - dopo il 1059)[50]
- Leone † (menzionato nel 1087)
- Gregorio † (menzionato nel 1103)
- Roberto † (prima del 1121/1124|24 - dopo il 1129)[50][51]
- Sant'Erberto Hoscam † (1168/1169 - 20 agosto circa 1181 deceduto)[52]
- Gervasio † (prima del 1184 - dopo il 1187)[52]
- Pantaleone † (prima di novembre 1200 - dopo febbraio 1222)[52]
- G. † (menzionato come vescovo eletto il 29 ottobre 1224)[52]
- Giacomo, O.S.A. † (27 settembre 1225 - dopo il 1225)[52][53]
- Marino † (prima del 1253)[52][54]
- Nicola Bonifazi † (24 aprile 1254 - circa 1266 deceduto)
- Anonimo † (menzionato come vescovo eletto tra il 1266 e il 1268)[52]
  - Sede vacante (1268-1274)[52]
- Andrea de Alberto † (18 agosto 1274 - circa 1277 deceduto)
- Stefano de Orsinigo, O.Cist. † (circa 1277 - ? dimesso)
- Lorenzo Biondi, O.P. † (13 giugno 1279[55] - circa 1282 deceduto)
  - Sede vacante (circa 1282-1295)
- Adenolfo † (1º ottobre 1295 - 2 gennaio 1301 nominato arcivescovo di Benevento)
- Consiglio Gatti, O.P. † (30 gennaio 1301 - 1308 deceduto)
  - Sede vacante (1308-1327)
- Leone † (27 febbraio 1327 - 1334 deceduto)
- Pietro III † (30 ottobre 1334 - 1346 deceduto)
- Lorenzo † (11 dicembre 1346 - 1351 deceduto)
- Filippo, O.Carm. † (17 giugno 1351 - ? deceduto)
- Bartolomeo † (4 luglio 1356 - 1389 o 1390 deceduto)
  - Bernardo de Villaria † (28 aprile 1388 - ?) (obbedienza avignonese)
- Mello Albito † (18 maggio 1390 - dopo il 1412)
  - Nicola † (23 marzo 1395 - ? deceduto) (obbedienza avignonese)
  - Nicola da Cascia, O.F.M. † (15 maggio 1409 - 20 maggio 1422 nominato arcivescovo di Rossano) (obbedienza avignonese)
- Gaspare de Diano † (20 maggio 1422 - 23 febbraio 1438 nominato arcivescovo di Napoli)
- Latino Orsini † (marzo 1438 - novembre 1438 nominato arcivescovo di Trani)
- Raimondo degli Ugotti, O.S.B.I. † (3 luglio 1439 - 1455 deceduto)
- Giovanni Conti † (26 gennaio 1455 - 1º ottobre 1484 dimesso)
  - Niccolò Grato Conti † (1º ottobre 1484 - 20 settembre 1494 deceduto) (arcivescovo eletto)
- Francesco Conti † (8 ottobre 1494 - 11 settembre 1517 dimesso)
- Camillo Gesualdo † (11 settembre 1517 - 14 giugno 1535 dimesso)
  - Andrea Matteo Palmieri † (14 giugno 1535 - 16 luglio 1535 dimesso) (amministratore apostolico)
- Troiano Gesualdo † (16 luglio 1535 - 1539 deceduto)
  - Niccolò Caetani di Sermoneta † (8 agosto 1539 - 5 maggio 1546 nominato arcivescovo di Capua) (amministratore apostolico)
  - Marcello Crescenzi † (5 maggio 1546 - 28 maggio 1552 deceduto) (amministratore apostolico)
- Ambrogio Catarino Politi, O.P. † (3 giugno 1552 - 8 novembre 1553 deceduto)
- Gerolamo Muzzarelli, O.P. † (11 dicembre 1553 - 1561 deceduto)
- Alfonso Gesualdo † (14 aprile 1561 - 18 novembre 1572 dimesso)
- Salvatore Caracciolo † (19 novembre 1572 - 22 novembre 1573 deceduto)
- Marcantonio Pescara † (15 marzo 1574 - 1584 deceduto)
- Scipione Gesualdo † (28 novembre 1584 - 1608 deceduto)
- Bartolomeo Cesi † (10 marzo 1608 - 1614 dimesso)
- Curzio Cocci † (3 marzo 1614 - novembre 1621 deceduto)
- Fabio de Lagonissa † (21 febbraio 1622 - 1645 dimesso)
- Ercole Rangoni † (24 aprile 1645 - 13 febbraio 1650 deceduto)
- Fabrizio Campana, O.S.B.Coel. † (22 maggio 1651 - 17 settembre 1667 deceduto)
- Giacomo Lenza, O.S.B. † (14 novembre 1667 - agosto 1672 deceduto)
- Paolo Caravita, O.S.B.Oliv. † (16 gennaio 1673 - 26 settembre 1681 deceduto)

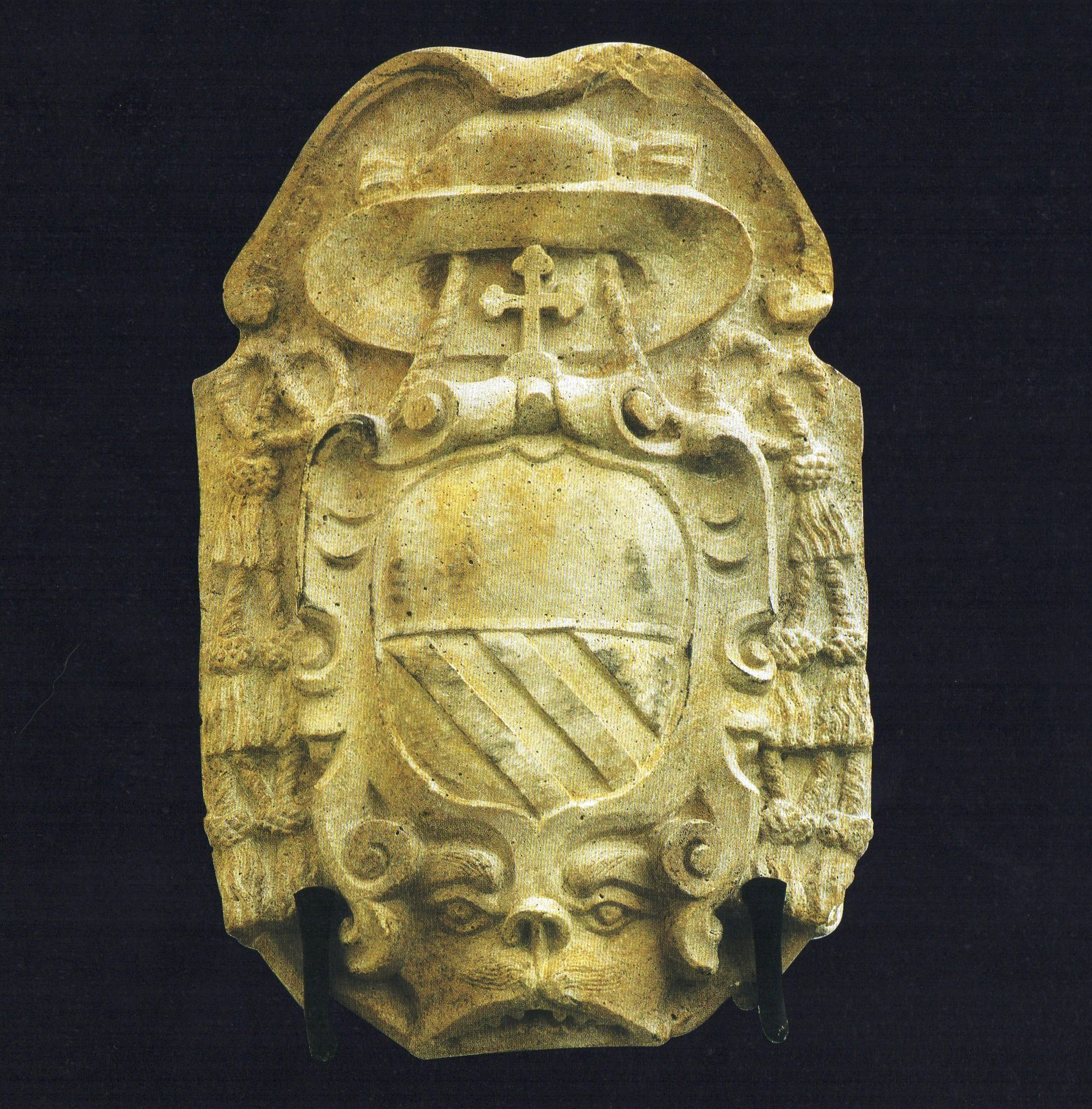
Stemma Gaetano Caracciolo conservato nel palazzo di Santomenna (Sa)

- Gaetano CaraccioloStemma Gaetano Caracciolo conservato nel palazzo di Santomenna (Sa)[56], C.R. † (8 giugno 1682 - 11 agosto 1709 deceduto)
  - Sede vacante (1709-1716)
- Francesco Paolo Nicolai † (2 settembre 1716 - 11 agosto 1731 deceduto)
- Giuseppe Nicolai † (9 agosto 1731 - 27 ottobre 1758 deceduto)
- Marcello Capano Orsini † (12 febbraio 1759 - 28 giugno 1765 deceduto)
- Cesare Antonio Caracciolo, C.R. † (9 dicembre 1765 - 27 ottobre 1776 deceduto)
- Ignazio Andrea Sambiase, C.R. † (16 dicembre 1776 - 26 maggio 1799 deceduto)
  - Sede vacante (1799-1805)
- Gioacchino Maria Mancusi † (26 giugno 1805 - 1811 deceduto)
  - Sede vacante (1811-1818)
- Michele Arcangelo Lupoli † (25 maggio 1818 - 30 settembre 1831 nominato arcivescovo di Salerno)[57]
- Gennaro Pellini † (2 luglio 1832 - 6 ottobre 1835 deceduto)
- Leone Ciampa, O.F.M.Disc. † (1º febbraio 1836 - 22 dicembre 1848 nominato arcivescovo di Sorrento)
- Giuseppe Pappalardo † (22 dicembre 1848 - 19 dicembre 1849 dimesso)
- Gregorio De Luca † (20 maggio 1850 - 15 agosto 1878 deceduto)
- Salvatore Nappi † (28 febbraio 1879 - 18 ottobre 1896 dimesso)
- Antonio Buglione † (18 ottobre 1896 succeduto - 20 febbraio 1904 deceduto)
- Nicola Piccirilli † (14 novembre 1904 - 25 aprile 1918 nominato arcivescovo di Lanciano)
- Carmine Cesarano † (30 settembre 1918 - 30 settembre 1921 nominato arcivescovo, titolo personale, di Campagna)

### Sede di Conza, Sant'Angelo dei Lombardi e Bisaccia
- Giulio Tommasi † (30 settembre 1921 - 15 agosto 1936 deceduto)
- Aniello Calcara † (30 agosto 1937 - 1º luglio 1940 nominato arcivescovo di Cosenza)
- Antonio Melomo † (28 agosto 1940 - 28 giugno 1945 deceduto)
- Domenico Carullo, O.F.M. † (15 settembre 1946 - 31 gennaio 1968 deceduto)
  - Sede vacante (1968-1973)
- Gastone Mojaisky Perrelli † (4 agosto 1973 - 18 novembre 1978 dimesso)
- Mario Miglietta † (18 novembre 1978 - 21 febbraio 1981 nominato arcivescovo, titolo personale, di Ugento-Santa Maria di Leuca)
- Antonio Nuzzi † (21 febbraio 1981 - 30 settembre 1986 nominato arcivescovo di Sant'Angelo dei Lombardi-Conza-Nusco-Bisaccia)

### Sede di Sant'Angelo dei Lombardi-Conza-Nusco-Bisaccia
- Antonio Nuzzi † (30 settembre 1986 - 31 dicembre 1988 nominato arcivescovo, titolo personale, di Teramo-Atri)
- Mario Milano (14 dicembre 1989 - 28 febbraio 1998 nominato arcivescovo, titolo personale, di Aversa)
- Salvatore Nunnari (30 gennaio 1999 - 18 dicembre 2004 nominato arcivescovo di Cosenza-Bisignano)
- Francesco Alfano (14 maggio 2005 - 10 marzo 2012 nominato arcivescovo di Sorrento-Castellammare di Stabia)
- Pasquale Cascio, dal 27 ottobre 2012

## Statistiche
L'arcidiocesi nel 2022 su una popolazione di 72.871 persone contava 72.400 battezzati, corrispondenti al 99,4% del totale.
| anno                                                         | popolazione | popolazione | popolazione | presbiteri | presbiteri | presbiteri | presbiteri                | diaconi | religiosi | religiosi | parrocchie |
| anno                                                         | battezzati  | totale      | %           | numero     | secolari   | regolari   | battezzati per presbitero | diaconi | uomini    | donne     | parrocchie |
| ------------------------------------------------------------ | ----------- | ----------- | ----------- | ---------- | ---------- | ---------- | ------------------------- | ------- | --------- | --------- | ---------- |
| arcidiocesi di Conza, Sant'Angelo dei Lombardi e Bisaccia    |             |             |             |            |            |            |                           |         |           |           |            |
| 1950                                                         | 91.646      | 91.898      | 99,7        | 68         | 58         | 10         | 1.347                     |         | 10        | 73        | 22         |
| 1970                                                         | 83.765      | 85.500      | 98,0        | 73         | 60         | 13         | 1.147                     |         | 19        | 92        | 24         |
| 1980                                                         | 62.200      | 63.200      | 98,4        | 59         | 38         | 21         | 1.054                     |         | 25        | 80        | 22         |
| diocesi di Nusco                                             |             |             |             |            |            |            |                           |         |           |           |            |
| 1950                                                         | 38.700      | 38.810      | 99,7        | 53         | 49         | 4          | 730                       |         | 4         | 38        | 19         |
| 1970                                                         | 34.200      | 34.500      | 99,1        | 23         | 18         | 5          | 1.486                     |         | 7         | 45        | 20         |
| 1980                                                         | 31.868      | 32.775      | 97,2        | 26         | 20         | 6          | 1.225                     |         | 7         | 31        | 19         |
| arcidiocesi di Sant'Angelo dei Lombardi-Conza-Nusco-Bisaccia |             |             |             |            |            |            |                           |         |           |           |            |
| 1990                                                         | 92.800      | 93.000      | 99,8        | 62         | 45         | 17         | 1.496                     |         | 18        | 117       | 40         |
| 1999                                                         | 101.500     | 103.000     | 98,5        | 63         | 38         | 25         | 1.611                     | 1       | 31        | 78        | 45         |
| 2000                                                         | 88.500      | 89.825      | 98,5        | 64         | 39         | 25         | 1.382                     | 1       | 47        | 83        | 45         |
| 2001                                                         | 88.500      | 89.825      | 98,5        | 67         | 40         | 27         | 1.320                     | 1       | 57        | 83        | 45         |
| 2002                                                         | 85.000      | 85.479      | 99,4        | 68         | 38         | 30         | 1.250                     | 2       | 57        | 83        | 45         |
| 2003                                                         | 85.000      | 85.470      | 99,5        | 67         | 37         | 30         | 1.268                     | 2       | 70        | 86        | 45         |
| 2004                                                         | 84.500      | 85.000      | 99,4        | 67         | 41         | 26         | 1.261                     | 2       | 50        | 78        | 35         |
| 2010                                                         | 83.000      | 83.500      | 99,4        | 65         | 41         | 24         | 1.276                     | 1       | 35        | 73        | 36         |
| 2014                                                         | 84.300      | 84.900      | 99,3        | 61         | 37         | 24         | 1.381                     |         | 29        | 60        | 36         |
| 2017                                                         | 79.130      | 80.900      | 97,8        | 56         | 34         | 22         | 1.413                     | 4       | 27        | 40        | 36         |
| 2020                                                         | 77.050      | 78.000      | 98,8        | 54         | 31         | 23         | 1.426                     | 4       | 29        | 25        | 36         |
| 2022                                                         | 72.400      | 72.871      | 99,4        | 45         | 29         | 16         | 1.608                     | 4       | 25        | 23        | 36         |

### Per Sant'Angelo dei Lombardi
- (LA) Ferdinando Ughelli, Italia sacra, vol. VI, seconda edizione, Venezia, 1720,  coll. 829-836.
- Vincenzio d'Avino, Cenni storici sulle Chiese arcivescovili, vescovili e prelatizie (nullius) del Regno delle Due Sicilie, Napoli, 1848,  pp. 613-616.
- Giuseppe Cappelletti, Le Chiese d'Italia dalla loro origine sino ai nostri giorni, vol. XX, Venezia, 1866,  pp. 550-556.
- (LA) Paul Fridolin Kehr, Italia Pontificia, vol. IX, Berolini, 1962,  pp. 514-515 (archiviato dall'url originale il 23 settembre 2015).
- (DE) Norbert Kamp, Kirche und Monarchie im staufischen Königreich Sizilien, vol. 2, Prosopographische Grundlegung: Bistümer und Bischöfe des Königreichs 1194 - 1266; Apulien und Kalabrien, München, 1975,  pp. 764-767.
- (LA) Pius Bonifacius Gams, Series episcoporum Ecclesiae Catholicae, Graz, 1957,  p. 849.
- (LA)  Konrad Eubel, Hierarchia Catholica Medii Aevi, vol. 1, p. 90; vol. 2, p. 88; vol. 3, p. 109; vol. 4, p. 84; vol. 5, pp. 85–86; vol. 6, p. 84.

### Per Bisaccia
- (LA) Ferdinando Ughelli, Italia sacra, vol. VI, seconda edizione, Venezia, 1720,  coll. 836-838.
- Vincenzio d'Avino, Cenni storici sulle Chiese arcivescovili, vescovili e prelatizie (nullius) del Regno delle Due Sicilie, Napoli, 1848,  pp. 616-617.
- Giuseppe Cappelletti, Le Chiese d'Italia dalla loro origine sino ai nostri giorni, vol. XX, Venezia, 1866,  pp. 552-554.
- (LA) Paul Fridolin Kehr, Italia Pontificia, vol. IX, Berolini, 1962,  p. 511 (archiviato dall'url originale il 23 settembre 2015).
- (DE) Norbert Kamp, Kirche und Monarchie im staufischen Königreich Sizilien, vol. 2, Prosopographische Grundlegung: Bistümer und Bischöfe des Königreichs 1194 - 1266; Apulien und Kalabrien, München, 1975,  pp. 750-752.
- (LA) Pius Bonifacius Gams, Series episcoporum Ecclesiae Catholicae, Graz, 1957,  pp. 849-850.
- (LA)  Konrad Eubel, Hierarchia Catholica Medii Aevi, vol. 1, p. 136; vol. 2, p. 106; vol. 3, p. 109.

### Per Conza
- (LA) Ferdinando Ughelli, Italia sacra, vol. VI, seconda edizione, Venezia, 1720,  coll. 797-829.
- Vincenzio d'Avino, Cenni storici sulle Chiese arcivescovili, vescovili e prelatizie (nullius) del Regno delle Due Sicilie, Napoli, 1848,  pp. 222-229.
- Giuseppe Cappelletti, Le Chiese d'Italia dalla loro origine sino ai nostri giorni, vol. XX, Venezia, 1866,  pp. 513-534.
- (LA) Paul Fridolin Kehr, Italia Pontificia, vol. IX, Berolini, 1962,  pp. 505-509 (archiviato dall'url originale il 23 settembre 2015).
- (DE) Norbert Kamp, Kirche und Monarchie im staufischen Königreich Sizilien, vol. 2, Prosopographische Grundlegung: Bistümer und Bischöfe des Königreichs 1194 - 1266; Apulien und Kalabrien, München, 1975,  pp. 742-749.
- (LA) Pius Bonifacius Gams, Series episcoporum Ecclesiae Catholicae, Graz, 1957,  pp. 877-878.
- (LA)  Konrad Eubel, Hierarchia Catholica Medii Aevi, vol. 1, pp. 202–203; vol. 2, p. 134; vol. 3, p. 175; vol. 4, p. 160; vol. 5, pp. 166–167; vol. 6, pp. 176–177.

### Per Nusco
- (LA) Ferdinando Ughelli, Italia sacra, vol. VII, seconda edizione, Venezia, 1721,  coll. 532-541.
- Vincenzio d'Avino, Cenni storici sulle Chiese arcivescovili, vescovili e prelatizie (nullius) del Regno delle Due Sicilie, Napoli, 1848,  pp. 491-499.
- Giuseppe Cappelletti, Le Chiese d'Italia dalla loro origine sino ai nostri giorni, vol. XX, Venezia, 1866,  pp. 401–407, 412-414.
- (LA) Paul Fridolin Kehr, Italia Pontificia, vol. VIII, Berolini, 1935,  pp. 377-378 (archiviato dall'url originale il 29 settembre 2015).
- (DE)  Norbert Kamp, Kirche und Monarchie im staufischen Königreich Sizilien. Prosopographische Grundlegung. Bistümer und Bischöfe des Königreichs 1194-1266. 1. Abruzzen und Kampanien, München, 1973, pp. 467–469
- (LA) Pius Bonifacius Gams, Series episcoporum Ecclesiae Catholicae, Graz, 1957,  pp. 908-909.
- (LA)  Konrad Eubel, Hierarchia Catholica Medii Aevi, vol. 1, p. 374; vol. 2, p. 306; vol. 3, p. 261; vol. 4, p. 263; vol. 5, p. 294; vol. 6, p. 316.